# Park Avenue (Manhattan)

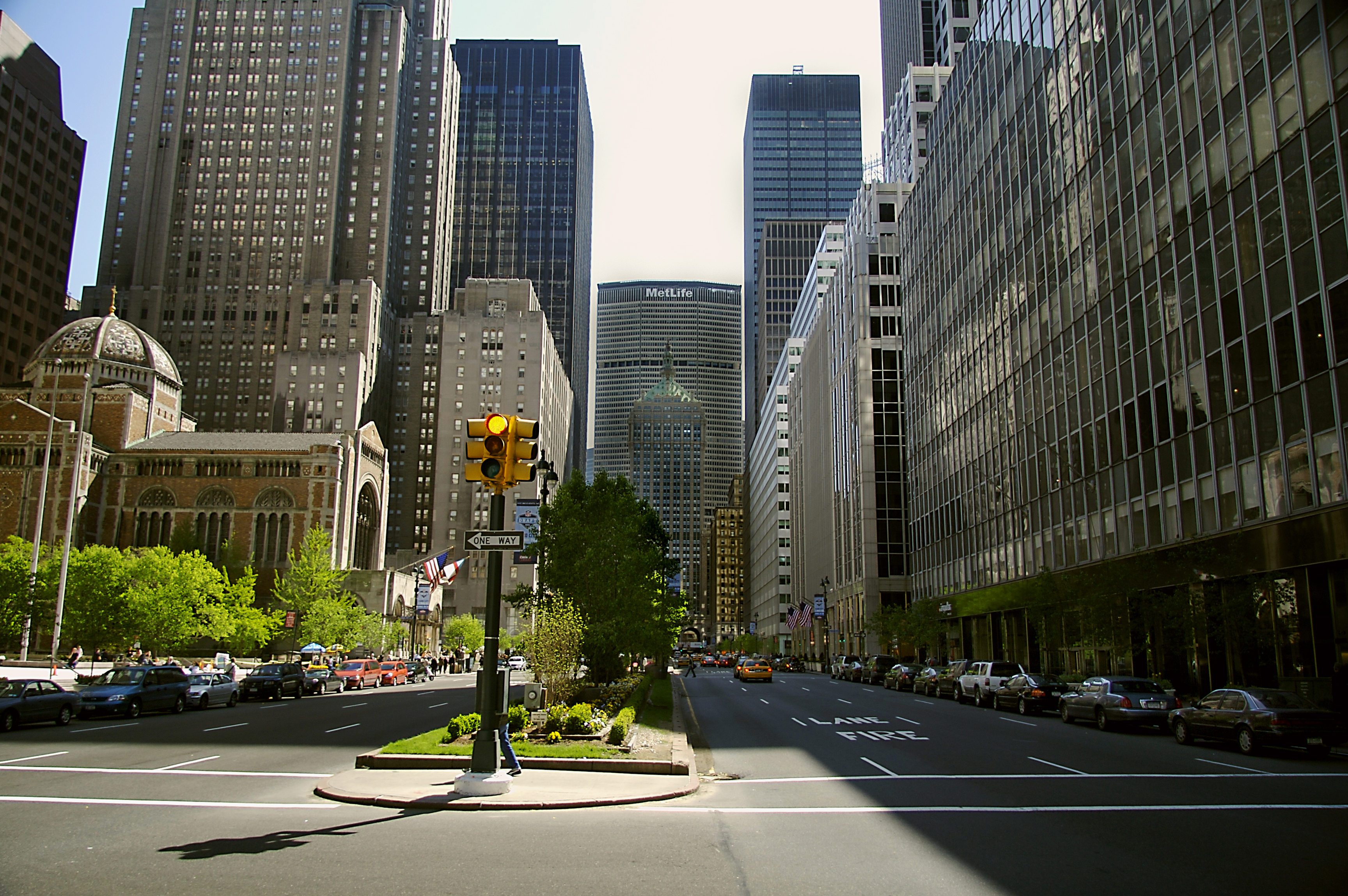
Park Avenue in de richting van het MetLife Building

Park Avenue (eerst Fourth Avenue) is een brede boulevard die het verkeer in noord- en zuidrichting leidt op Manhattan, New York. Hij loopt grotendeels parallel met Madison Avenue in het westen en Lexington Avenue in het oosten. De hoofdstraat staat bekend om zijn hoge vastgoedprijzen en rijke reputatie, vooral het deel van de straat dat door de Upper East Side loopt.
De straat die Park Avenue wordt, begint als Bowery. Vanaf 8th Street tot 14th Street heet de straat Fourth Avenue. Ten noorden van 14th Street wordt het een tweerichtingsweg. Van 14th Street tot 17th Street vormt hij de oostgrens van Union Square en draagt hij de naam Union Square East. De rijbanen in zuidelijke richting komen op dit gedeelte samen met Broadway. Van 17th Street tot 32nd Street heet de straat Park Avenue South.
Tussen 33rd Street en 40th Street bestaat de weg uit twee rijbanen, één in elke richting. Het verkeer in noordelijke richting kan kiezen uit bovengronds rijden of de Murray Hill Tunnel nemen. Tegenover 40th Street komen deze rijbanen in een verhoogd bouwwerk dat over en rond Grand Central Terminal gaat. Aan beide kanten van het gebouw is er een rijbaan in beide richtingen. Deze constructie vervangt het gedeelte van Park Avenue van 42nd Street en 45th Street. De constructie, een van de twee constructies die bekendstaan als Park Avenue Viaduct, loopt vervolgens door het Helmsley Building (ook wel het New York Central Building genoemd) en komt ter hoogte van 46th Street weer op straatniveau.
De volgende bedrijven hebben hun hoofdvestiging aan Park Avenue:
- Altria
- Bankers Trust
- Bloomberg L.P.
- Bristol Myers Squibb
- Citigroup
- Colgate-Palmolive
- JPMorgan Chase
- Major League Baseball
- MetLife in het MetLife Building
- Mutual of America